# Tina Fey
Elizabeth Stamatina Fey (Upper Darby, Pennsilvània; 18 de maig de 1970), més coneguda com a Tina Fey, és una actriu, còmica, escriptora, guionista i productora estatunidenca. És coneguda per ser part del Saturday Night Live, per protagonitzar la comèdia televisiva 30 Rock i per participar en diverses pel·lícules com Mean Girls, Baby Mama i Date Night.
Des del 2006 i fins al 2010, va coproduir, escriure i actuar en el programa de televisió 30 Rock, una sitcom parcialment basada en les seves pròpies experiències quan treballava al Saturday Night Live.

## Infància i joventut
Fey va néixer a Upper Darby, Pennsilvània, prop de Filadèlfia. El seu pare, Don Fey, és fill d'ascendents alemanys i escocesos; i la seva mare, Virginia Heffernan, és greco-americana.

## Carrera
Després de graduar-se a la Universitat de Virginia amb una llicenciatura de Belles Arts en drama el 1992, es va traslladar a Chicago, i va treballar en una YMCA durant el dia i va fer cursos al The Second City a la nit. Va realitzar el que després ella en diria un intent "amateur" de stand-up comedy. Va aprendre que la clau per a l'improvisació és "enfocar-se en el teu company. Agafes el que ell et dona i ho fas per a construir una escena".
Ha presentat quatre vegades la cerimònia del Golden Globes amb la també actiu Amy Poehler.

## Filmografia
| Pel·lícula/Sèrie          | Personatge            | Any/s     | Notes                                                                    |
| ------------------------- | --------------------- | --------- | ------------------------------------------------------------------------ |
| Mean Girls                | Senyoreta Norbury     | 2004      | Guionista i actriu de repartiment                                        |
| 30 Rock                   | Liz Lemmon            | 2006-2013 | 138 episodis. Creadora, guionista i productora executiva                 |
| Baby Mama                 | Kate Holbruk          | 2008      |                                                                          |
| The Invention of Lying    | Shelley               | 2009      |                                                                          |
| Date Night                | Claire Foster         | 2010      |                                                                          |
| Megamind                  | Roxanne Ritchie (veu) | 2010      |                                                                          |
| iCarly                    | Ella mateixa          | 2012      | Estrella convidada, episodi "iShock America" (Temporada 6, episodis 7-8) |
| Admission                 | Portia                | 2013      |                                                                          |
| The Simpsons              | Señorita Cantwell     | 2013      | Episodi "Black-Eyed, Please"                                             |
| Muppets Most Wanted       | Nadya                 | 2014      |                                                                          |
| This Is Where I Leave You | Wendy Altman          | 2014      |                                                                          |
| Sisters                   | Katie Ellis           | 2015      |                                                                          |
| Monkey Kingdom            | Narradora             | 2015      |                                                                          |
| Modern Love               | Sarah                 | 2019      |                                                                          |

## Premis i nominacions

### Premis Globus d'Or
| Any  | Categoria                        | Treball nominació | Resultat   | Ref.  |
| ---- | -------------------------------- | ----------------- | ---------- | ----- |
| 2008 | Millor actriu - Sèrie de Comèdia | 30 Rock           | Guanyadora | [ 6 ] |
| 2009 | Millor actriu - Sèrie de Comèdia | 30 Rock           | Guanyadora | [ 6 ] |
| 2010 | Millor actriu - Sèrie de Comèdia | 30 Rock           | Nominada   | [ 6 ] |
| 2011 | Millor actriu - Sèrie de Comèdia | 30 Rock           | Nominada   | [ 6 ] |
| 2012 | Millor actriu - Sèrie de Comèdia | 30 Rock           | Nominada   | [ 6 ] |
| 2013 | Millor actriu - Sèrie de Comèdia | 30 Rock           | Nominada   | [ 6 ] |

### Premis Primetime Emmy
| Any  | Categoria                                                              | Treball nominació         | Resultat   | Ref.  |
| ---- | ---------------------------------------------------------------------- | ------------------------- | ---------- | ----- |
| 2001 | Millor guió de programa de varietats, comèdia o musical                | Saturday Night Live       | Nominada   | [ 7 ] |
| 2002 | Millor guió de programa de varietats, comèdia o musical                | Saturday Night Live       | Guanyadora | [ 7 ] |
| 2003 | Millor guió de programa de varietats, comèdia o musical                | Saturday Night Live       | Nominada   | [ 7 ] |
| 2007 | Millor sèrie de comèdia                                                | 30 Rock                   | Guanyadora | [ 7 ] |
| 2007 | Millor guió - Sèrie de comèdia                                         | 30 Rock                   | Nominada   | [ 7 ] |
| 2007 | Primetime Emmy a la millor actriu en sèrie còmica                      | 30 Rock                   | Nominada   | [ 7 ] |
| 2008 | Millor sèrie de comèdia                                                | 30 Rock                   | Guanyadora | [ 7 ] |
| 2008 | Millor guió - Sèrie de comèdia                                         | 30 Rock                   | Guanyadora | [ 7 ] |
| 2008 | Primetime Emmy a la millor actriu en sèrie còmica                      | 30 Rock                   | Guanyadora | [ 7 ] |
| 2008 | Millor actuació individual en programa de varietats                    | Saturday Night Live       | Nominada   | [ 7 ] |
| 2009 | Millor sèrie de comèdia                                                | 30 Rock                   | Guanyadora | [ 7 ] |
| 2009 | Millor actriu - Sèrie de comèdia                                       | 30 Rock                   | Nominada   | [ 7 ] |
| 2009 | Millor actriu convidada - Sèrie de comèdia                             | Saturday Night Live       | Guanyadora | [ 7 ] |
| 2010 | Millor sèrie de comèdia                                                | 30 Rock                   | Nominada   | [ 7 ] |
| 2010 | Millor guió - Sèrie de comèdia                                         | 30 Rock                   | Nominada   | [ 7 ] |
| 2010 | Primetime Emmy a la millor actriu en sèrie còmica                      | 30 Rock                   | Nominada   | [ 7 ] |
| 2010 | Millor actriu convidada - Sèrie de comèdia                             | Saturday Night Live       | Nominada   | [ 7 ] |
| 2011 | Millor sèrie de comèdia                                                | 30 Rock                   | Nominada   | [ 7 ] |
| 2011 | Millor actriu - Sèrie de comèdia                                       | 30 Rock                   | Nominada   | [ 7 ] |
| 2011 | Millor actriu convidada - Sèrie de comèdia                             | Saturday Night Live       | Nominada   | [ 7 ] |
| 2012 | Millor sèrie de comèdia                                                | 30 Rock                   | Nominada   | [ 7 ] |
| 2012 | Primetime Emmy a la millor actriu en sèrie còmica                      | 30 Rock                   | Nominada   | [ 7 ] |
| 2012 | Millor programa especial de no ficció en format curt                   | 30 Rock: Ask Tina         | Nominada   | [ 7 ] |
| 2013 | Millor sèrie de comèdia                                                | 30 Rock                   | Nominada   | [ 7 ] |
| 2013 | Millor guió - Sèrie de comèdia                                         | 30 Rock                   | Guanyadora | [ 7 ] |
| 2013 | Primetime Emmy a la millor actriu en sèrie còmica                      | 30 Rock                   | Nominada   | [ 7 ] |
| 2013 | Millor música original                                                 | 30 Rock                   | Nominada   | [ 7 ] |
| 2013 | Millor programa especial de no ficció en format curt                   | 30 Rock: The Final Season | Nominada   | [ 7 ] |
| 2013 | Millor guió per a programa especial                                    | Globus d'Or del 2012      | Nominada   | [ 7 ] |
| 2014 | Millor programa especial                                               | Globus d'Or del 2013      | Nominada   | [ 7 ] |
| 2014 | Millor guió per a programa especial                                    | Globus d'Or del 2013      | Nominada   | [ 7 ] |
| 2014 | Millor actriu convidada - Sèrie de comèdia                             | Saturday Night Live       | Nominada   | [ 7 ] |
| 2016 | Millor actriu convidada - Sèrie de Comèdia (compartit amb Amy Poehler) | Saturday Night Live       | Guanyadora | [ 7 ] |

### Premis del Sindicat d'Actors
| Any  | Categoria                             | Treball nominació | Resultat   | Ref.   |
| ---- | ------------------------------------- | ----------------- | ---------- | ------ |
| 2008 | Millor actriu - Sèrie de comèdia      | 30 Rock           | Guanyadora | [ 8 ]  |
| 2008 | Millor repartiment - Sèrie de comèdia | 30 Rock           | Nominada   | [ 8 ]  |
| 2009 | Millor actriu - Sèrie de comèdia      | 30 Rock           | Guanyadora | [ 9 ]  |
| 2009 | Millor repartiment - Sèrie de comèdia | 30 Rock           | Guanyadora | [ 9 ]  |
| 2010 | Millor actriu - Sèrie de comèdia      | 30 Rock           | Guanyadora | [ 10 ] |
| 2010 | Millor repartiment - Sèrie de comèdia | 30 Rock           | Nominada   | [ 10 ] |
| 2011 | Millor actriu - Sèrie de comèdia      | 30 Rock           | Nominada   | [ 11 ] |
| 2011 | Millor repartiment - Sèrie de comèdia | 30 Rock           | Nominada   | [ 11 ] |
| 2012 | Millor actriu - Sèrie de comèdia      | 30 Rock           | Nominada   | [ 12 ] |
| 2012 | Millor repartiment - Sèrie de comèdia | 30 Rock           | Nominada   | [ 12 ] |
| 2013 | Millor actriu - Sèrie de comèdia      | 30 Rock           | Guanyadora | [ 13 ] |
| 2013 | Millor repartiment - Sèrie de comèdia | 30 Rock           | Nominada   | [ 13 ] |
| 2014 | Millor actriu - Sèrie de comèdia      | 30 Rock           | Nominada   | [ 14 ] |
| 2014 | Millor repartiment - Sèrie de comèdia | 30 Rock           | Nominada   | [ 14 ] |